# Wereldkampioenschap shorttrack 2005 (individueel)
Het Wereldkampioenschap shorttrack 2005 (individueel) werd van 11 t/m 13 maart 2005 verreden in Peking (China). Titelverdediger bij de mannen was Ahn Hyun-soo en bij de vrouwen Choi Eun-kyung, beiden afkomstig uit Zuid-Korea.

## Eindklassement

### Mannen
|        | Naam                    | Land | pnt |
| ------ | ----------------------- | ---- | --- |
| Goud   | Ahn Hyun-soo            | KOR  | 89  |
| Zilver | Apolo Anton Ohno        | USA  | 68  |
| Brons  | François-Louis Tremblay | CAN  | 60  |
| 4      | Charles Hamelin         | CAN  | 42  |
| 5      | Lee Seung-hoon          | KOR  | 26  |
| 6      | Li JiaJun               | CHN  | 23  |
| 7      | Takafumi Nishitani      | JPN  | 11  |
| 8      | J.P. Kepka              | USA  | 6   |
| 9      | Mathieu Turcotte        | CAN  | 3   |
| 10     | Satoru Terao            | JPN  |     |
| 21     | Cees Juffermans         | NED  |     |
| 20     | Wim De Deyne            | BEL  |     |

### Vrouwen
|        | Naam              | Land | pnt |
| ------ | ----------------- | ---- | --- |
| Goud   | Jin Sun-yu        | KOR  | 76  |
| Zilver | Choi Eun-kyung    | KOR  | 63  |
| Brons  | Kang Yun-mi       | KOR  | 60  |
| 4      | Wang Meng         | CHN  | 52  |
| 5      | Yang Yang (A)     | CHN  | 34  |
| 6      | Evgenja Radanova  | BUL  | 16  |
| 7      | Tianyu Fu         | CHN  | 15  |
| 8      | Amanda Overland   | CAN  | 11  |
| 9      | Yuka Kamino       | JPN  | 5   |
| 10     | Alanna Kraus      | CAN  |     |
| 13     | Liesbeth Mau Asam | NED  |     |

## Dag 1

### 1500 meter

#### Mannen
|        | Naam                    | Land | tijd     |
| ------ | ----------------------- | ---- | -------- |
| Goud   | Ahn Hyun-soo            | KOR  | 2.14,396 |
| Zilver | François-Louis Tremblay | CAN  | 2.14,992 |
| Brons  | Seun-Hoon Lee           | KOR  | 2.15,244 |
| 4      | Li JiaJun               | CHN  | 2.17,641 |
| 5      | Charles Hamelin         | CAN  | 2.31,956 |
| 6      | Mathieu Turcotte        | CAN  | 2.58,962 |
| 7      | Song Kyung-taek         | KOR  | DQ       |
| 25     | Cees Juffermans         | NED  | heats    |
| 20     | Wim De Deyne            | BEL  | heats    |

#### Vrouwen
|        | Naam              | Land | tijd         |
| ------ | ----------------- | ---- | ------------ |
| Goud   | Jin Sun-yu        | KOR  | 2.20,461     |
| Zilver | Kang Yun-mi       | KOR  | 2.20,743     |
| Brons  | Wang Meng         | CHN  | 2.20,876     |
| 4      | Choi Eun-kyung    | KOR  | 2.20,978     |
| 5      | Yuka Kamino       | JPN  | 2.22,968     |
| 6      | Evgenja Radanova  | BUL  | 2.28,623     |
| 17     | Liesbeth Mau Asam | NED  | halve finale |

## Dag 2

### 500 meter

#### Mannen
|        | Naam                    | Land | tijd   |
| ------ | ----------------------- | ---- | ------ |
| Goud   | François-Louis Tremblay | CAN  | 42,106 |
| Zilver | Charles Hamelin         | CAN  | 42,135 |
| Brons  | Ahn Hyun-soo            | KOR  | 42.185 |
| 4      | Takafumi Nishitani      | JPN  | 42,541 |
| 5      | J.P. Kepka              | USA  | 42,969 |
| 21     | Cees Juffermans         | NED  | heats  |
| 20     | Wim De Deyne            | BEL  | heats  |

#### Vrouwen
|        | Naam              | Land | tijd        |
| ------ | ----------------- | ---- | ----------- |
| Goud   | Yang Yang (A)     | CHN  | 45,038      |
| Zilver | Wang Meng         | CHN  | 45,129      |
| Brons  | Tianyu Fu         | CHN  | 45,232      |
| 4      | Choi Eun-kyung    | KOR  | 45,296      |
| 5      | Evgenja Radanova  | BUL  | 45,367      |
| 11     | Liesbeth Mau Asam | NED  | kwartfinale |

## Dag 3

### 1000 meter

#### Mannen
|        | Naam             | Land | tijd     |
| ------ | ---------------- | ---- | -------- |
| Goud   | Apolo Anton Ohno | USA  | 1.30,066 |
| Zilver | Ahn Hyun-soo     | KOR  | 1.30,206 |
| Brons  | Li JiaJun        | CHN  | 1.30,641 |
| 4      | Charles Hamelin  | CAN  | 1.30,659 |
| 21     | Cees Juffermans  | NED  | heats    |
| 25     | Wim De Deyne     | BEL  | heats    |

#### Vrouwen
|        | Naam              | Land | tijd        |
| ------ | ----------------- | ---- | ----------- |
| Goud   | Choi Eun-kyung    | KOR  | 1.31,085    |
| Zilver | Jin Sin-yu        | KOR  | 1.31,232    |
| Brons  | Wang Meng         | CHN  | 1.31,343    |
| 4      | Amanda Overland   | CAN  | 1.31,401    |
| 5      | Kang Yun-mi       | KOR  | 1.49,522    |
| 14     | Liesbeth Mau Asam | NED  | kwartfinale |

### 3000 meter superfinale

#### Mannen
|        | Naam                    | Land | tijd     |
| ------ | ----------------------- | ---- | -------- |
| Goud   | Apolo Anton Ohno        | USA  | 5.13,719 |
| Zilver | Ahn Hyun-soo            | KOR  | 5.15,326 |
| Brons  | Lee Seung-hoon          | KOR  | 5.16,206 |
| 4      | Charles Hamelin         | CAN  | 5.16,313 |
| 5      | François-Louis Tremblay | CAN  | 5.16,512 |
| 6      | Takafumi Nishitani      | JPN  | 5.17,023 |
| 7      | Li JiaJun               | CHN  | 5.22,721 |
| 8      | J.P. Kepka              | USA  | 5.33,374 |

#### Vrouwen
|        | Naam             | Land | tijd     |
| ------ | ---------------- | ---- | -------- |
| Goud   | Kang Yun-mi      | KOR  | 5.21,039 |
| Zilver | Jin Sun-yu       | KOR  | 5.21,072 |
| Brons  | Choi Eun-kyung   | KOR  | 5.21,081 |
| 4      | Evgenja Radanova | BUL  | 5.21,764 |
| 5      | Wang Meng        | CHN  | 5.21.853 |
| 6      | Amanda Overland  | CAN  | 5.21,857 |
| 7      | Tianyu Fu        | CHN  | 5.35,492 |
| 8      | Yang Yang (A)    | CHN  | DQ       |

### Aflossing

#### 5000 meter mannen
|        | Naam                                                                     | Land | tijd     |
| ------ | ------------------------------------------------------------------------ | ---- | -------- |
| Goud   | Charles Hamelin François-Louis Tremblay Mathieu Turcotte Steve Robillard | CAN  | 6.39,990 |
| Zilver | Seo Ho-jin Song Kyung-taek Ahn Hyun-soo Lee Seung-hoon                   | KOR  | 6.40,020 |
| Brons  | Apolo Anton Ohno Shani Davis Jordan Malone Alex Izykowski                | USA  | 6.52,072 |
| 4      | Li JiaJun Ye Li Li Haonan Baoku Sui                                      | CHN  | 6.52,873 |

#### 3000 meter vrouwen
|        | Naam                                                              | Land | tijd                 |
| ------ | ----------------------------------------------------------------- | ---- | -------------------- |
| Goud   | Alanna Kraus Kalyna Roberge Chantale Sevigny Tania Vicent         | CAN  | 4.20,767             |
| Zilver | Yang Yang (A) Wang Meng Tianyu Fu Xiaolei Cheng                   | CHN  | 4.30,654             |
| DQ     | Yuko Koya Yuka Kamino Chikage Tanaka Mika Ozawa                   | JPN  | DQ                   |
| DQ     | Choi Eun-kyung Kang Yun-mi Jin Sun-yu Yeo Soo-yeon                | KOR  | DQ                   |
| Brons  | Stéphanie Bouvier Min-Kyung Choi Myrtille Gollin Celine Lecompere | FRA  | 4.24,974 (voorronde) |

Omdat in de finale Japan en Zuid-Korea gediskwalificeerd waren, kreeg Frankrijk op basis van de tijd in de voorronde het brons toegewezen.
Wereldkampioenschap shorttrack (individueel)

Champaign 1976 · 
Grenoble 1977 · 
Solihull 1978 · 
Quebec 1979 · 
Milaan 1980 · 
Meudon 1981 · 
Moncton 1982 · 
Tokio 1983 · 
Peterborough 1984 · 
Amsterdam 1985 · 
Chamonix 1986 · 
Montreal 1987 · 
St. Louis 1988 · 
Solihull 1989 · 
Amsterdam 1990 · 
Sydney 1991 · 
Denver 1992 · 
Peking 1993 · 
Guildford 1994 · 
Gjövik 1995 · 
Den Haag 1996 · 
Nagano 1997 · 
Wenen 1998 · 
Sofia 1999 · 
Sheffield 2000 · 
Jeonju 2001 · 
Montreal 2002 · 
Polen 2003 · 
Göteborg 2004 · 
Peking 2005 · 
Minneapolis 2006 · 
Milaan 2007 · 
Gangneung 2008 · 
Wenen 2009 · 
Sofia 2010 · 
Sheffield 2011 · 
Shanghai 2012 · 
Debrecen 2013 · 
Montreal 2014 · 
Moskou 2015 · 
Seoel 2016 · 
Rotterdam 2017 · 
Montreal 2018 ·
Sofia 2019 ·
Seoel 2020 ·
Dordrecht 2021 ·
Montreal 2022 ·
Seoel 2023 ·
Rotterdam 2024 ·
Peking 2025
Wereldkampioenschap shorttrack (teams)

Seoul 1991 · 
Nobeyama 1992 · 
Boedapest 1993 · 
Cambridge 1994 · 
Zoetermeer 1995 · 
Lake Placid 1996 · 
Seoel 1997 · 
Bormio 1998 · 
St. Louis 1999 · 
Den Haag 2000 · 
Nobeyama 2001 · 
Milwaukee 2002 · 
Boedapest 2003 · 
Sint-Petersburg 2004 · 
Chuncheon 2005 · 
Montreal 2006 · 
Boedapest 2007 · 
Harbin 2008 · 
Heerenveen 2009 · 
Bormio 2010 · 
Warschau 2011
Wereldkampioenschappen shorttrack junioren

Seoel 1994 ·
Calgary 1995 ·
Courmayeur 1996 ·
Marquette 1997 ·
Saint Louis 1998 ·
Montreal 1999 ·
Székesfehérvár 2000 ·
Warschau 2001 ·
Chuncheon 2002 ·
Boedapest 2003 ·
Peking 2004 ·
Belgrado 2005 ·
Miercurea Ciuc 2006 ·
Mladá Boleslav 2007 ·
Bozen 2008 ·
Sherbrooke 2009 ·
Taipei 2010 ·
Courmayeur 2011 ·
Melbourne 2012 ·
Warschau 2013 ·
Erzurum 2014 ·
Osaka 2015 ·
Sofia 2016 ·
Innsbruck 2017 ·
Tomaszów Mazowiecki 2018 ·
Montreal 2019 ·
Bormio 2020 ·
Salt Lake City 2021 ·
Gdańsk 2022 ·
Dresden 2023 ·
Gdańsk 2024 ·
Calgary 2025